# Дон Уейн
Дон Уейн (на английски: Don E. Wayne) е почетен професор по англицистика в Калифорнийския университет в Сан Диего, ректор на колежа Ревел (на английски: Revelle College). Един от представителите на Новия историцизъм в литературознанието.

## Биография
Дон Уейн се дипломира в колежа Хънтър към Градския университет на Ню Йорк и във Висшата школа за социални науки (на френски: École des hautes études, EHESS) (Париж). Преподава в Държавния университет в Охайо, а през 1975 г. става част от преподавателския екип на Калифорнийския университет в Сан Диего, където същата година защитава докторската си дисертация. Стипендиант е на фондация „Гугенхайм“, на Националния фонд за хуманитаристика (на английски: National Endowment for the Humanities) и на Американския съвет на научните общности (на английски: American Council of Learned Societies). Изследователските му интереси включват Английския ренесанс, американската култура между 1945 и 1960 г., история на преподаването на литература в средното и висшето училище. Известен е с изследванията си върху Бен Джонсън.

### Монографии
- Penshurst: The Semiotics of Place and the Poetics of History. Madison: University of Wisconsin Press; London: Methuen, 1985.

### По-значими студии
- „Poetry and Power in Ben Jonson's Epigrammes: The Naming of 'Facts' or the Figuring of Social Relations?“, Renaissance and Modern Studies, 23 (1979): 79-103.
- „Gnosis Without Praxis: On the Dissemination of European Criticism and Theory in the United States“, Helios, n.s. 7.2 (1979-80): 1-26.
- „'Drama and Society in the Age of Jonson:' An Alternative View“, Renaissance Drama, n.s. 13 (1982): 102-129.
- „Mediation and Contestation: English Classicism from Sidney to Jonson“, Criticism, 25.3 (1983): 211-237.
- „Power, Politics, and the Shakespearean Text: Recent Criticism in England and the United States“, Shakespeare Reproduced, eds. Jean Howard and Marion O'Connor. London: Methuen, 1987: 47-67.
- „Jonson's Sidney: Legacy and Legitimation in The Forest“, Sir Philip Sidney's Achievements, ed. M.J.B. Allen et al. New York: AMS, 1990: 227-250.
- „New Historicism“, Encyclopedia of Literature and Criticism, ed. Martin Coyle et al. London: Routledge, 1991: 791-805.
- „The 'Exchange of Letters:' Early Modern Contradictions and Postmodern Conundrums“, The Consumption of Culture 1600-1800: Image, Object, Text, eds. Ann Bermingham and John Brewer. London: Routledge, 1995: 143-165.
- „'A More Safe Survey:' Social-Property Relations, Hegemony, and the Rhetoric of Country Life“, Soundings of Things Done: Essays in Early Modern Literature in Honor of S. K. Heninger, Jr., eds. Peter E. Medine and Joseph Wittreich. Newark: University of Delaware Press; London: Associated University Presses, 1997.
- „'Pox on your distinction!:' Humanist Reformation and Deformations of the Everyday in The Staple of News“, Renaissance Culture and the Everyday, eds. Patricia Fumerton and Simon Hunt. Philadelphia: University of Pennsylvania Press, 1999: 67-91.